# New Plaza Stadium
New Plaza Stadium – nieistniejący już wielofunkcyjny stadion w Foshan, w Chinach. Został otwarty we wrześniu 1973 roku i mógł wówczas pomieścić ponad 20 000 widzów. Na stadionie organizowano wiele imprez sportowych, m.in. był on jedną z aren pierwszych piłkarskich Mistrzostw Świata kobiet w 1991 roku. Rozegrano na nim cztery spotkania fazy grupowej turnieju i jeden ćwierćfinał. Przed mistrzostwami, w latach 1990–1991 obiekt został gruntownie przebudowany. W latach 2007–2008 dokonano jednak rozbiórki stadionu, a w jego miejscu rozpoczęła się budowa luksusowego hotelu.